# Legendreův vzorec
Legendreův vzorec (také De Polignacův vzorec) dovoluje vypočítat nejvyšší exponent u prvočísla {\displaystyle p}, kde {\displaystyle p} umocněné na tento exponent ještě dělí číslo {\displaystyle n!} (faktoriál přirozeného čísla {\displaystyle n}). Jedná se v podstatě o výpočet p-adické valuace čísla {\displaystyle n!}.
Pomocí Legendreova vzorce lze dokázat například nekonečnost počtu prvočísel.

## Základní vzorec
Buď {\displaystyle n\in \mathbb {N} }, {\displaystyle p\geq 2} prvočíslo, které dělí {\displaystyle n!}. Potom
{\displaystyle v_{p}(n!)=\sum _{k=1}^{N}\left\lfloor {\frac {n}{p^{k}}}\right\rfloor }, kde {\displaystyle p^{N}\leq n\leq p^{N+1}}, tj. {\displaystyle N=\left\lfloor {\frac {\log n}{\log p}}\right\rfloor =\left\lfloor \log _{p}n\right\rfloor }.
Kde {\displaystyle v_{p}(n!)} je exponent u prvočísla {\displaystyle p}, sčítance sumy jsou uzavřeny v dolní celé části.

### Odvození vzorce
Odvození vzorce si ukážeme na následujícím příkladu:
Najděte {\displaystyle v_{2}(17!)}.
Tzn. najděte takové {\displaystyle k\in \mathbb {N} }, že {\displaystyle 2^{k}} dělí {\displaystyle 17!}, {\displaystyle 2^{k+1}} nedělí {\displaystyle 17!}.
{\displaystyle 17!=1\cdot {\color {red}2}\cdot 3\cdot {\color {red}4}\cdot 5\cdot {\color {red}6}\cdot 7\cdot {\color {red}8}\cdot 9\cdot {\color {red}10}\cdot 11\cdot {\color {red}12}\cdot 13\cdot {\color {red}14}\cdot 15\cdot {\color {red}16}\cdot 17}
Máme zde tedy {\displaystyle \left\lfloor {\frac {17}{2}}\right\rfloor =8} dvojek z násobků čísla 2. Musíme ale zahrnout i další dvojky, z násobků čísel 4, 8...
{\displaystyle 17!=1\cdot 2\cdot 3\cdot {\color {green}4}\cdot 5\cdot 6\cdot 7\cdot {\color {green}8}\cdot 9\cdot 10\cdot 11\cdot {\color {green}12}\cdot 13\cdot 14\cdot 15\cdot {\color {green}16}\cdot 17}
Dále zde je tedy {\displaystyle \left\lfloor {\frac {17}{4}}\right\rfloor =4} dvojky z násobků čísla 4.
{\displaystyle 17!=1\cdot 2\cdot 3\cdot 4\cdot 5\cdot 6\cdot 7\cdot {\color {blue}8}\cdot 9\cdot 10\cdot 11\cdot 12\cdot 13\cdot 14\cdot 15\cdot {\color {blue}16}\cdot 17}
Podobně jsou zde {\displaystyle \left\lfloor {\frac {17}{8}}\right\rfloor =2} dvojky z násobků čísla 8 a {\displaystyle \left\lfloor {\frac {17}{16}}\right\rfloor =1} dvojka z násobků čísla 16.
V součtu je zde tedy tento počet dvojek:
{\displaystyle v_{2}(17!)=\left\lfloor {\frac {17}{2}}\right\rfloor +\left\lfloor {\frac {17}{4}}\right\rfloor +\left\lfloor {\frac {17}{8}}\right\rfloor +\left\lfloor {\frac {17}{16}}\right\rfloor =8+4+2+1=15}
Závěr: {\displaystyle 2^{15}} dělí {\displaystyle 17!}, {\displaystyle 2^{16}} ale už nedělí {\displaystyle 17!}.
Odtud již plyne výše zmíněný Legendreův vzorec.
Co se týče počtu sčítanců:
{\displaystyle p^{N}\leq n\leq p^{N+1}\Rightarrow N\cdot \log p\leq \log n\leq (N+1)\cdot \log p\Rightarrow N\leq {\frac {\log n}{\log p}}\leq N+1\Rightarrow N=\left\lfloor {\frac {\log n}{\log p}}\right\rfloor }
Protože nerovnosti vyhovuje pouze jediné {\displaystyle N\in \mathbb {N} }.

## Řešený příklad č. 1
Kolika nulami končí dekadický zápis čísla {\displaystyle 2015!} ?
Řešení: Zadání lze vyslovit také takto: Kolik je v čísle {\displaystyle 2015!} obsaženo desítek, tedy pětek a dvojek současně?
Dvojek bude samozřejmě více než pětek, proto nám stačí zjistit počet pětek, tedy {\displaystyle v_{5}(2015!)}.
{\displaystyle v_{5}(2015!)=\sum _{j=1}^{N}\left\lfloor {\frac {2015}{5^{j}}}\right\rfloor }, kde {\displaystyle N=\left\lfloor {\frac {\log 2015}{\log 5}}\right\rfloor =4}
{\displaystyle v_{5}(2015!)=\left\lfloor {\frac {2015}{5}}\right\rfloor +\left\lfloor {\frac {2015}{25}}\right\rfloor +\left\lfloor {\frac {2015}{125}}\right\rfloor +\left\lfloor {\frac {2015}{625}}\right\rfloor =403+80+16+3=502}
{\displaystyle 2015!\doteq 1,153695\cdot 10^{5785}}
Závěr: Číslo {\displaystyle 2015!} má 5786 cifer, z nichž 502 posledních jsou nuly.

## Odhad pro Legendreův vzorec
Odhad používáme pro zjednodušení výpočtů, avšak za cenu přesnosti. Pro velká čísla totiž může být výše zmíněný vzorec příliš komplikovaný pro výpočet.
Pro odhad platí vzorec:
{\displaystyle v_{p}(n!)\leq {\frac {n-1}{p-1}}}
přičemž rovnost nastane právě tehdy, když {\displaystyle n=p^{N}}.

### Příklad
Odhad pro {\displaystyle v_{5}(2015!)} z výše zmíněného řešeného příkladu:
{\displaystyle v_{5}(2015!)\leq {\frac {2014}{4}}=503,5}
Což je velmi dobrý odhad čísla 502.

### Důkaz
{\displaystyle v_{p}(n!)=\sum _{k=1}^{N}\left\lfloor {\frac {n}{p^{k}}}\right\rfloor \leq \sum _{k=1}^{N}{\frac {n}{p^{k}}}={\frac {n}{p}}\left(1+{\frac {1}{p}}+{\frac {1}{p^{2}}}+...+{\frac {1}{p^{N-1}}}\right)}
Pravá strana nerovnice je zároveň součtem geometrické řady s kvocientem {\displaystyle {\frac {1}{p}}\neq 1}.
Z toho získáme:
{\displaystyle {\frac {n}{p}}\cdot {\frac {1-{\frac {1}{p^{N}}}}{1-{\frac {1}{p}}}}={\frac {n-{\frac {n}{p^{N}}}}{p-1}}\leq {\frac {n-1}{p-1}}} pro {\displaystyle p^{N}\leq n}
Pro {\displaystyle n=p^{N}} jsou všude výše místo nerovností rovnosti. Naopak například pro {\displaystyle p^{N}<N} je poslední nerovnost ostrá.

## Lepší Legendreův vzorec
Buď {\displaystyle n\in \mathbb {N} }, {\displaystyle p\geq 2} prvočíslo, které dělí {\displaystyle n!}. Buď
{\displaystyle v_{p}(n!)=\sum _{k=1}^{N}\left\lfloor {\frac {n}{p^{k}}}\right\rfloor }, kde {\displaystyle p^{N}\leq n\leq p^{N+1}}, tj. {\displaystyle N=\left\lfloor {\frac {\log n}{\log p}}\right\rfloor =\left\lfloor \log _{p}n\right\rfloor }.
Potom
{\displaystyle v_{p}(n!)={\frac {n-s_{p}(n)}{p-1}}}
kde {\displaystyle s_{p}(n)} je ciferný součet čísla {\displaystyle n} zapsaného v soustavě o základu {\displaystyle p}.

### Příklad
{\displaystyle 7=1\cdot 2^{2}+1\cdot 2^{1}+1\cdot 2^{0}=(111)_{2}}
{\displaystyle s_{2}(7)=1+1+1=3}
Odtud
{\displaystyle v_{2}(7!)={\frac {7-3}{2-1}}=4}

### Důkaz
Přirozené číslo {\displaystyle n} lze v libovolné soustavě o základu {\displaystyle p} zapsat jako:
{\displaystyle n=a_{k}p^{k}+a_{k-1}p^{k-1}+...+a_{1}p+a_{0}}
kde {\displaystyle a_{i}\in \left\{0,1,...,p-1\right\}}, tj. {\displaystyle p^{k}\leq n\leq p^{k+1}}.
Platí tedy
{\displaystyle s_{p}(n)=a_{k}+a_{k-1}+...+a_{1}+a_{0}}
{\displaystyle v_{p}(n!)=\sum _{j=1}^{k}\left\lfloor {\frac {n}{p^{j}}}\right\rfloor }
Sčítance této sumy vypadají následovně:
{\displaystyle \left\lfloor {\frac {n}{p}}\right\rfloor =a_{k}p^{k-1}+a_{k-1}p^{k-2}+...+a_{2}p+a_{1}}
{\displaystyle \left\lfloor {\frac {n}{p^{2}}}\right\rfloor =a_{k}p^{k-2}+a_{k-1}p^{k-3}+...+a_{2}}
...
{\displaystyle \left\lfloor {\frac {n}{p^{k-1}}}\right\rfloor =a_{k}p+a_{k-1}}
{\displaystyle \left\lfloor {\frac {n}{p^{k}}}\right\rfloor =a_{k}}
Takže platí:
{\displaystyle v_{p}(n!)=\sum _{j=1}^{k}\left\lfloor {\frac {n}{p^{j}}}\right\rfloor =\left\lfloor {\frac {n}{p}}\right\rfloor +\left\lfloor {\frac {n}{p^{2}}}\right\rfloor +...\left\lfloor {\frac {n}{p^{k}}}\right\rfloor =a_{k}\left(1+p+p^{2}+...+p^{k-1}\right)+a_{k-1}\left(1+p+...+p^{k-2}\right)+a_{2}\left(1+p\right)+a_{1}}
{\displaystyle =a_{k}{\frac {p^{k}-1}{p-1}}+a_{k-1}{\frac {p^{k-1}}{p-1}}+...+a_{2}{\frac {p^{2}-1}{p-1}}+a_{1}{\frac {p-1}{p-1}}}
{\displaystyle ={\frac {1}{p-1}}\left[\left(a_{k}p^{k}+a_{k-1}p^{k-1}+...+a_{1}p+a_{0}\right)-\left(a_{k}+a_{k-1}+...+a_{1}+a_{0}\right)\right]}
Nyní můžeme vidět, že první člen v hranaté závorce je roven číslu {\displaystyle n} a druhý člen je roven číslu {\displaystyle s_{p}(n)}, jak jsou tato čísla rozepsána výše. Proto platí
{\displaystyle v_{p}(n!)={\frac {n-s_{p}(n)}{p-1}}}

## Řešený příklad č. 2
Najděte všechna přirozená čísla {\displaystyle n}, pro která {\displaystyle 2^{n-1}} dělí {\displaystyle n!}.
Řešení: Tato situace nastane tehdy, když {\displaystyle v_{2}(n!)\geq n-1}.
Přitom víme, že {\displaystyle v_{2}(n!)={\frac {n-s_{2}(n)}{2-1}}=n-s_{2}(n)}.
Jde tedy o to, kdy {\displaystyle n-s_{2}(n)\geq n-1}, tj. {\displaystyle s_{2}(n)\leq 1}.
Možnost {\displaystyle s_{2}(n)=0} implikuje {\displaystyle n=0}, ale potom {\displaystyle n\notin \mathbb {N} }.
Možnost {\displaystyle s_{2}(n)=1} nastává právě tehdy, když {\displaystyle n=2^{k}} pro libovolné {\displaystyle k\in \mathbb {N} _{0}}.

## Pravidla pro počítání se vzorcem
Dá se snadno ověřit, že platí následující vztahy:
{\displaystyle v_{p}\left(a\cdot b\right)=v_{p}(a)+v_{p}(b)} (protože pro prvočísla v rozkladech čísel a, b platí {\displaystyle p^{k}\cdot p^{m}=p^{k+m}})
{\displaystyle v_{p}\left({\frac {a}{b}}\right)=v_{p}(a)-v_{p}(b)} (podobný důkaz)

## Řešený příklad č. 3
Dokažte, že pro libovolná čísla {\displaystyle m}, {\displaystyle n} a prvočíslo {\displaystyle p} platí:
{\displaystyle v_{p}\left({\binom {n+m}{m}}\right)={\frac {s_{p}(n)+s_{p}(m)-s_{p}(m+n)}{p-1}}}
Řešení:
{\displaystyle v_{p}\left({\binom {n+m}{m}}\right)=v_{p}\left({\frac {(n+m)!}{n!m!}}\right)=v_{p}((n+m)!)-v_{p}(n!)-v_{p}(m!)={\frac {n+m-s_{p}(m+n)}{p-1}}-{\frac {n-s_{p}(n)}{p-1}}-{\frac {m-s_{p}(m)}{p-1}}={\frac {s_{p}(n)+s_{p}(m)-s_{p}(m+n)}{p-1}}}

## Důkaz nekonečného počtu prvočísel
Pro důkaz předpokládejme, že je počet prvočísel konečný. Potom pro každé přirozené číslo n musí platit podle Legendreova vzorce pro součin přes všechna prvočísla p:
{\displaystyle n!=\textstyle \prod _{p}\displaystyle p^{v_{p}(n)}}
Podle definice Legendreova vzorce také platí:
{\displaystyle v_{p}(n)=\sum _{k=1}\left\lfloor {\frac {n}{p^{k}}}\right\rfloor <\sum _{k=1}{\frac {n}{p^{k}}}={\frac {n}{p-1}}\leq n}
Odtud vyplývá, že:
{\displaystyle n!<\left(\textstyle \prod _{p}\displaystyle p\right)^{n}}
Z toho by ovšem vyplynul nepravdivý výrok, že:
{\displaystyle \textstyle \lim _{n\to \infty }\displaystyle {\frac {\left(\textstyle \prod _{p}\displaystyle p\right)^{n}}{n!}}=0}